# Cochimí-Yuma-Sprachen

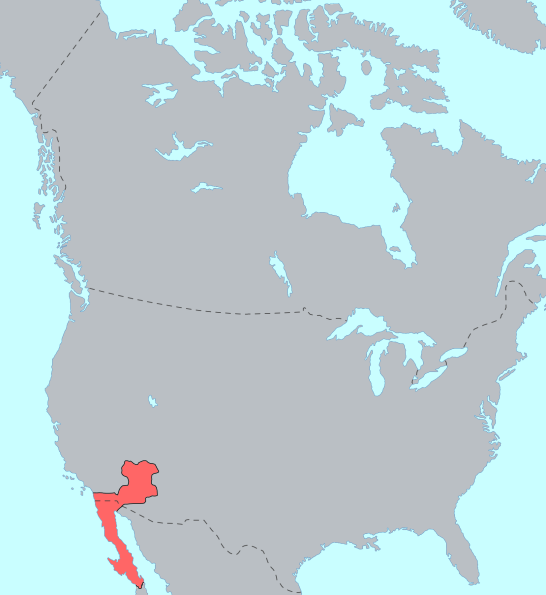
Verbreitung der Cochimí-Yuma-Sprachen

Cochimí-Yuma ist eine indigene amerikanische Sprachfamilie in Nordamerika, die hauptsächlich im Süden Kaliforniens und im Südwesten Arizonas in den USA sowie im Norden von Niederkalifornien und Nordwesten von Sonora in Mexiko von verschiedenen Völkern gesprochen wird oder wurde. Oftmals wird sie auch zu den Hoka-Sprachen gezählt.

## Klassifikation von Cochimí-Yuma
Das Cochimí-Yuma wird heute allgemein in zwei divergierende namensgebende Untergruppen unterteilt – in das heute ausgestorbene Cochimí im Süden und in die verschiedenen Yuma-Sprachen; manche dieser Sprachen oder Dialekte zählen zu den bedrohten Sprachen oder gar zu den ausgestorbenen Sprachen, letztere sind mit † - ausgestorben gekennzeichnet.
I. COCHIMÍ
1. Cochimí oder Laimón (der Cochimí, zwei Dialekte, manchmal als zwei verschiedene Sprachen angesehen) (†)
- Nördliches Cochimí/Laimón (Dialektvariante nomadischer Bands in der Wüste Niederkaliforniens, später assoziiert mit den Missionen Santa María Cabujacamang, Santa Gertrudis und San Francisco de Borja (Borjeño))
- Südliches Cochimí/Laimón (Dialektvariante halbnomadischer Bands in den Oasen und Bergen südlich des 28. Breitenkreises, am besten dokumentiert in den Missionen von San Javier Viggé, San José Comondú und San Ignacio Kadakaaman (Cadegomeño))

II. YUMA
2. Kiliwa (Kiliwi oder Quiligua) oder Koléew Ñaja'  (der Kiliwa (K'olew), südlichste und von den anderen Yuma-Sprachen am weitesten divergierende Sprache, wird oftmals als Brückenglied zwischen Cochimí im Süden und den eigentl. Yuma-Sprachen im Norden angesehen) (10 Sprecher, Golla 2007)
- eigentl. Kiliwa (Koléew Ñaja) oder Östliches Kiliwa (Koléew Ñaja)
- evtl. Ñakipa-Dialekt oder Südwestliches Kiliwa (Koléew Ñaja)

eigentliche Yuma-Sprachen
A. CALIFORNIA-DELTA YUMA oder DIEGUEÑO-COCOPA
i. California Yuma, Diegueño oder heute meist Kumeyaay (drei eng verwandte Sprachen die von verschiedenen Kumeyaay (Tipai-Ipai)-Gruppen im Norden Niederkaliforniens und im Süden von Kalifornien gesprochen werden) (150 Sprecher in den USA, ca. 220 in Mexiko, Golla 2007)
3. Ipai oder ' Iipay aa (auch: Nördliches Diegueño) (25 Sprecher, Hinton 1994)
- Mesa Grande-Dialekt
- Barona-Dialekt
- Santa Ysabel-Dialekt
- Imperial-Dialekt
- Ipai-Dialekt

- San Pasqual-Subdialekt
- Iñaja-Subdialekt (manchmal als Kumeyaay-Dialekt gruppiert)

4. eigentl. Kumeyaay (Kumiai) oder Kamia (auch: Zentrales Diegueño, (Zentral)-Östliches Diegueño oder Campo) (50 Sprecher, Hinton 1994)
- Baron Long-Dialekt
- Campo-Dialekt
- Iñaja-Dialekt (manchmal als Ipai-Dialekt gruppiert)
- Imperial-Dialekt
- Kumeyaay-Dialekt

- Cuyapaipe-Subdialekt (manchmal als Tipai-Dialekt gruppiert)
- Manzanita-Subdialekt (manchmal als Tipai-Dialekt gruppiert)

5. Tipai oder Tiipay (auch: Südliches Diegueño, Huerteño, Ku'ahl) (ca. 200 Sprecher, 1990)
- Ha'a-Dialekt
- Jamul-Dialekt
- La Huerta-Dialekt
- Neji-Dialekt
- San Jose de la Zorra-Dialekt
- San José-Dialekt
- Cuyapaipe-Subdialekt (manchmal als Kumeyaay-Dialekt gruppiert)
- Manzanita-Subdialekt (manchmal als Kumeyaay-Dialekt gruppiert)

ii. Delta Yuma oder Cocopa
6. Cocopa oder Kwikapa
- eigentl. Cocopa oder Cocopa-Dialekt (der Cocopa (Xawiƚƚ Kwñchawaay)) (200 Sprecher in Mexiko, 150 Sprecher in den USA, Golla 2007)

- Mountain Cocopa-Dialekt (westlich des Colorado River im westlichen Colorado River Delta in Niederkalifornien)

- Subdialekt der Wi Ahwir Band („Wasser-gegen-den-Berg [Volk]“, nordwestliche Band, lebten nördlich von El Mayor beiderseits des Río Hardy (Hardy River) und des Río Pescadero nahe der Cocopah Mountains bis zum Vulkan Cerro Prieto (Wee Ñaay), eine gemischte bilinguale Südliche Diegueño (Tipai)-Cocopa Band)
- Subdialekt der Kwakwarsh/Kwakwarš Band („Gelbes Volk“, südwestliche Band, lebten südlich von El Mayor bis zur Mündung des Río Hardy in den Colorado River im Municipio Mexicali im Norden von Baja California, Mexiko; eine gemischte Kiliwa-Paipai-Diegueño/Tipai-Cocopa Band, ihr Dialekt war stark vom Kwatl Diegueño/Tipai-Dialekt beeinflusst.)

- Delta oder Fluss Cocopa-Dialekt (Xáwilkunyavæi bzw. Xawiƚƚ kwñchawaay „Flussheimatmenschen“, beiderseits des Colorado River inmitten des Deltas sowie im östlichen Colorado River Delta in Niederkalifornien, Sonora und Arizona)

- Subdialekt der Mat Skrui Band („Volk zwischen den Dörfern“, nordöstliche Band, da sie beiderseits des Colorado River im nordöstlichen Colorado River Delta lebten, unterhielten als isolierteste Cocopa Band keine familiären Bindungen zu nicht-Cocopa-sprachigen Yuma-Völkern und wurden daher bei allen Bands auch als Koapa' ahan („wahre, echte Cocopa“) bezeichnet, heute nahe Somerton, Arizona)
- Subdialekt der Hwanyak Band („die Östlichen, wörtlich: die östlich [des Flusses oder der Berge] leben“, ursprünglich die Diegueño-Bezeichnung für die südöstliche Cocopa Band – in Cocopa Kwaenyak genannt, da sie als einzige Band stets östlich des Colorado Rivers lebten, nördlich von Colono Lendo bis zu Noche Buena, Sonora, heute nahe Somerton, Arizona, eine gemischte Kohuana-Halyikwamai-Cocopa Band)

- Halyikwamai-Dialekt (der Halyikwamai bzw. Xalykawaam, identifizieren sich heute als Maricopa)  (†)
- Kahwan oder Kohuana-Dialekt (der Kohuana (Cajuenche), identifizieren sich heute als Maricopa)  (†)

B. FLUSS YUMA
7. Quechan oder Yuma (der Quechan (Kwtsaan oder Kwtsan), früher meist als Yuma bezeichnet, daher werden alle Yuma-sprachigen Völker und Stämme oftmals zusammenfassend als Yuma bezeichnet) (150 Sprecher, Golla 2007)
8. Maricopa oder Piipaash, früher auch Cocomaricopa (100 Sprecher, 2007 Golla, der Piipaash und Xalychidoma chuukwer-Dialekte)
- eigentl. Maricopa oder Piipaash chuukwer-Dialekt (der Maricopa (Piipaash oder Pee-Posh))
- Halchidhoma oder Xalychidoma chuukwer-Dialekt (der Halchidhoma (Xalychidom Piipaa oder Xalychidom Piipaash), identifizieren sich heute als Maricopa of Lehi)
- Kaveltcadom oder Kavelchadom-Dialekt (der Kavelchadom (Kaveltcadom), identifizieren sich heute als Maricopa) (†)

9. Mohave (Mohaje) oder Hamakhav (der Mohave ('Aha Makhav oder Pipa Aha Makav)) (100 Sprecher, Golla 2007, hiervon 30 bis 35 auf der Fort Mohave Reservation, 35 bis 50 auf der Colorado River Reservation)
C. PAI oder NÖRDLICHES YUMA
i. Hochland Yuma oder Nördliches Pai
10. Yavapai (der verschiedenen Yavapai-Gruppen) (100 bis 150 Sprecher, Golla 2007)
- Yavepe oder Yavbe'-Dialekt  (Nordwestlicher, Zentraler oder Prescott-Dialekt) (der Yavapé (Yavbe'), auch Nordwestliche  Yavapai oder Zentrale Yavapai, früher meist als Mohave-Apache oder Apache-Mojave bezeichnet)
- Tolkepaya oder Ɖo:lkabaya-Dialekt (Westlicher Dialekt) (der Tolkepaya (Ɖo:lkabaya) oder Westlichen Yavapai, früher meist als Yuma-Apache oder Apache-Yuma bezeichnet)
- Kewevkapaya oder Guwevkabaya-Dialekt (Südlicher oder Südöstlicher Dialekt) (der Kwevkepaya (Kewevkapaya oder Guwevkabaya), auch Südöstliche Yavapai oder Südliche Yavapai, früher meist als Tonto Apache bezeichnet)
- Wipukpaya oder Wi:pukba-Dialekt (Nordöstlicher oder Verde Valley-Dialekt) (der Wipukepaya (Wi:pukba) oder Nordöstlichen Yavapai, früher meist als Mohave-Apache, Apache-Mojave oder Tonto Apache bezeichnet)

11. Hochland Yuma oder Havasupai-Hualapai (auch: Supai-Walapai)
- Havasupai oder Supai-Dialekt (der Havasupai (Havsuw’ Baaja oder Havasooa Pa'a) oder Östlichen Pai) (500 Sprecher, Golla 2007)
- Hualapai oder Walapai-Dialekt (der Hualapai (Walapai oder Hwalbáy) oder Westlichen Pai, früher auch als Yuma-Apache bezeichnet) (1.500 Sprecher, Golla 2007)

ii. Paipai
12. Paipai oder Akwa'ala (der Paipai (Akwa'ala), manchmal auch nur als eine Dialektvariante des Nördlichen Pai oder Hochland Yuma betrachtet) (100 Sprecher, Golla 2007)